# Scylaticus engeli
Scylaticus engeli är en tvåvingeart som beskrevs av Stanley Willard Bromley 1947. Scylaticus engeli ingår i släktet Scylaticus och familjen rovflugor. Inga underarter finns listade i Catalogue of Life.